# Martina Weil
Martina Weil Restrepo (Santiago, 12 de julio de 1999) es una atleta velocista chilena y medallista de oro en los Juegos Panamericanos de 2023.

## Biografía
Nació en Santiago, hija del lanzador de bala Gert Weil y la velocista colombiana Ximena Restrepo (que obtuvo la medalla de bronce en la especialidad de atletismo 400 metros en los Juegos Olímpicos de Barcelona 1992).
Su interés en el atletismo comenzó a los 16 años mientras estudiaba en el colegio Villa María Academy. Dio sus primeros pasos en el atletismo profesional formándose en el club Universidad Católica, para luego entrenar en la Universidad de Tennessee —lugar en el que estudia Ingeniería Biomédica— donde compitió en el equipo de atletismo de la NCAA.

## Carrera deportiva
Hizo su debut con Chile en 2017, participando en el Campeonato Sudamericano en Paraguay, ganando un bronce con el relevo. Weil se convirtió en campeona nacional sub-20 de Chile en los 100 y 200 metros a los 18 años. En 2018 participó en el equipo de relevos ganador de la medalla de plata en los Juegos Suramericanos de Cochabamba, participó en el Campeonato Iberoamericano realizado en Perú quedando en la quinta posición en dos competiciones, y ganó la medalla de oro en el Campeonato Sudamericano Sub-23 en Ecuador, estableciendo un nuevo récord nacional en los 400 m así como récords Sudamericanos sub-23.
En el año 2019, participó en los Relevos Mundiales en 4x400 realizada en Yokohama, quedando en la sexta posición.Misma posición que obtuvo en la misma categoría en los Juegos Panamericanos realizados en Lima. En los Juegos Panamericanos Junior en Cali en 2021, finalizó segunda en los 400 metros con tiempo de 52.35, detrás de la Fiordaliza Cofil, mientras que en el relevo 4x400 el cuarteto chileno compuesto por Weil, Anaís Hernández, Berdine Castillo y Rocío Muñoz alcanzó la medalla de plata.  En las competencias realizadas en Deinze, Bélgica de 2022, alcanzó su mejor marca personal en los 200 metros planos marcando 23,14 segundos. En sus segundos Juegos Sudamericanos realizados en Asunción volvió a obtener una nueva medalla de plata, esta vez, en los 400 metros planos,mientras que en los relevos 4x400 alcanzó la medalla de bronce.
En mayo de 2023, rompió el récord nacional chileno de 400 metros y luego procedió a bajarlo dos veces más antes de registrar 51,07 en la Liga de Diamante en Silesia, Polonia en julio de 2023. Ese mismo año, ganó medalla de oro en los 200 metros planos en el meeting de Gante, Bélgica, rompiendo el récord chileno de distancia bajo techo (23,91 segundos). En los Juegos Panamericanos realizados en Santiago obtuvo la medalla de oro en los 400 metros planos,mientras que junto a Anaís Hernández, Isidora Jiménez y María Ignacia Montt consiguieron la medalla de plata en los relevos 4x100 con un tiempo de 44.19 segundos, batiendo el récord nacional.

## Plusmarcas nacionales
Actualizado al 2 noviembre de 2023.
| Categoría | Prueba            | Marca            | Fecha                   | Lugar                        | Competición                             |
| --------- | ----------------- | ---------------- | ----------------------- | ---------------------------- | --------------------------------------- |
| Velocidad | 100 m             | 12,10 (+1,5 m/s) | 3 de junio de 2017      | Santiago, Chile              | Grand Prix Suamericano                  |
| Velocidad | 200 m             | 23,14 (+0,2 m/s) | 3 de septiembre de 2022 | Deinze, Bélgica              | Meeting de Deinze de 2022               |
| Velocidad | 200 m (ID)        | 23,29            | 19 de febrero de 2023   | Gante, Bélgica               | Meeting de Gante de 2023                |
| Velocidad | 300 m             | 36,65            | 6 de agosto de 2022     | Lovaina, Austria             | Meeting de Kesse-Lo de 2022             |
| Velocidad | 300 m (ID)        | 39,42            | 17 de enero de 2020     | Blacksburg, Estados Unidos   | Torneo de Estados Unidos de 2020        |
| Velocidad | 400 m             | 51,07            | 16 de julio de 2023     | Chorzów, Polonia             | Diamond League de Chorzow de 2023       |
| Velocidad | 400 m (ID)        | 55,64            | 11 de enero de 2020     | Bloomington, Estados Unidos  | Torneo Indoor de Estados Unidos de 2020 |
| Relevos   | 4 × 100 m         | 44,19            | 2 de noviembre de 2023  | Santiago, Chile              | Juegos Panamericanos de 2023            |
| Relevos   | 4 × 200 m (ID)    | 1'40"52          | 4 de febrero de 2023    | Gante, Bélgica               | Meeting de Gante de 2023                |
| Relevos   | 4 × 400 m         | 3'31"24          | 10 de agosto de 2019    | Lima, Perú                   | Juegos Panamericanos de 2019            |
| Relevos   | 4 × 400 m (ID)    | 3'35"24          | 23 de febrero de 2019   | Fayetteville, Estados Unidos | Torneo Indoor de Estados Unidos de 2019 |
| Relevos   | 4 × 400 m (mixto) | 3'31"24          | 7 de mayo de 2023       | Lieja, Bélgica               | Campeonato de Interclubes de 2023       |

Nota: (ID) corresponden a torneos bajo techo.

## Palmarés
| Año  | Campeonato                     | Lugar                    | Resultado | Distancia  | Marca   | Ref.   |
| ---- | ------------------------------ | ------------------------ | --------- | ---------- | ------- | ------ |
| 2017 | Campeonato Sudamericano        | Asunción, Paraguay       | 3.º       | 4×400 m    | 3'40"00 | [ 8 ]  |
| 2018 | Juegos Suramericanos           | Cochabamba, Bolivia      | 2.º       | 4×400 m    | 3'33"42 | [ 10 ] |
| 2018 | Campeonato Sudamericano Sub-23 | Cuenca, Ecuador          | 1.º       | 400 m      | 52"60   | [ 12 ] |
| 2018 | Campeonato Sudamericano Sub-23 | Cuenca, Ecuador          | 2.º       | 4×100 m    | 45"55   | [ 13 ] |
| 2021 | Campeonato Sudamericano        | Guayaquil, Ecuador       | 2.º       | 4×400 m    | 3'34"89 | [ 32 ] |
| 2021 | Campeonato Sudamericano Sub-23 | Guayaquil, Ecuador       | 2.º       | 4×400 m    |         | [ 33 ] |
| 2021 | Campeonato Sudamericano Sub-23 | Guayaquil, Ecuador       | 3.º       | 400 m      |         | [ 33 ] |
| 2021 | Campeonato Sudamericano Sub-23 | Guayaquil, Ecuador       | 3.º       | 4×100 m    | 46"06   | [ 33 ] |
| 2021 | Juegos Panamericanos Junior    | Cali, Colombia           | 2.º       | 400 m      | 52"35   | [ 16 ] |
| 2021 | Juegos Panamericanos Junior    | Cali, Colombia           | 2.º       | 4×400 m    | 3'48"24 | [ 17 ] |
| 2022 | Juegos Suramericanos           | Asunción, Paraguay       | 2.º       | 400 m      | 51"92   | [ 18 ] |
| 2022 | Juegos Suramericanos           | Asunción, Paraguay       | 3.º       | 4×400 m    | 3'37"58 | [ 19 ] |
| 2022 | Meeting de Dinze               | Deinze, Bélgica          | 1.º       | 200 m      | 23"14   | [ 34 ] |
| 2023 | Indoor Flemish Championship    | Gante, Bélgica           | 1.º       | 200 m (ID) | 23"91   | [ 35 ] |
| 2023 | LAZ Meeting Rhede              | Bocholt, Alemania        | 1.º       | 400 m      | 51"34   | [ 36 ] |
| 2023 | International Femmes Series    | La Chaux-de-Fonds, Suiza | 2.º       | 400 m      | 51"29   | [ 37 ] |
| 2023 | Meeting de Gante               | Gante, Bélgica           | 1.º       | 200 m      | 23"91   | [ 22 ] |
| 2023 | Campeonato Sudamericano        | Sao Paulo, Brasil        | 1.º       | 400 m      | 51"11   | [ 38 ] |
| 2023 | Campeonato Sudamericano        | Sao Paulo, Brasil        | 3.º       | 4×400 m    | 3'35"39 | [ 39 ] |
| 2023 | Grand Prix Internacional       | Santiago, Chile          | 1.º       | 400 m      | 51"83   | [ 40 ] |
| 2023 | Juegos Panamericanos           | Santiago, Chile          | 1.º       | 400 m      | 51"48   | [ 24 ] |
| 2023 | Juegos Panamericanos           | Santiago, Chile          | 2.º       | 4×100 m    | 44"19   | [ 25 ] |

## Participación en eventos olímpicos y mundiales

### Eventos mundiales
| Año  | Campeonato                  | Lugar              | Resultado | Distancia | Marca   | Ref.   |
| ---- | --------------------------- | ------------------ | --------- | --------- | ------- | ------ |
| 2018 | Mundial de Atletismo Sub-20 | Tampere, Finlandia | 23.º      | 400 m     | 54"52   | [ 41 ] |
| 2019 | Relevos Mundiales           | Yokohama, Japón    | 6.º       | 4×400 m   | 3'33"54 | [ 14 ] |
| 2023 | Mundial de Atletismo        | Budapest, Hungría  | 25.º      | 400 m     | 51"35   | [ 42 ] |

### Juegos panamericanos
| Año  | Lugar           | Resultado | Distancia | Marca   | Ref.   |
| ---- | --------------- | --------- | --------- | ------- | ------ |
| 2019 | Lima, Perú      | 6.º       | 4×400 m   | 3'31"24 | [ 15 ] |
| 2023 | Santiago, Chile | 1.º       | 400 m     | 51"48   | [ 24 ] |
| 2023 | Santiago, Chile | 2.º       | 4×100 m   | 44"19   | [ 25 ] |
| 2023 | Santiago, Chile | 6.º       | 4×400 m   | 3'37"00 | [ 43 ] |

### Juegos sudamericanos
| Año  | Lugar               | Resultado | Distancia | Marca   | Ref.   |
| ---- | ------------------- | --------- | --------- | ------- | ------ |
| 2018 | Cochabamba, Bolivia | 2.º       | 4×400 m   | 3'33"42 | [ 10 ] |
| 2022 | Asunción, Paraguay  | 4.º       | 200 m     | 23"48   | [ 26 ] |
| 2022 | Asunción, Paraguay  | 2.º       | 400 m     | 51"92   | [ 18 ] |
| 2022 | Asunción, Paraguay  | 3.º       | 4×400 m   | 3'37"58 | [ 19 ] |

### Campeonatos sudamericanos
| Año  | Lugar              | Resultado      | Distancia | Marca   | Ref.   |
| ---- | ------------------ | -------------- | --------- | ------- | ------ |
| 2017 | Asunción, Paraguay | 3.º            | 4×400 m   | 3'40"00 | [ 8 ]  |
| 2017 | Asunción, Paraguay | Sin clasificar | 400 m     | 57"00   |        |
| 2017 | Asunción, Paraguay | 4.º            | 4×100 m   | 46"02   |        |
| 2021 | Guayaquil, Ecuador | 2.º            | 4×400 m   | 3'34"89 | [ 32 ] |
| 2023 | Sao Paulo, Brasil  | Sin clasificar | 200 m     | 23"80   | [ 26 ] |
| 2023 | Sao Paulo, Brasil  | 1.º            | 400 m     | 51"11   | [ 38 ] |
| 2023 | Sao Paulo, Brasil  | 3.º            | 4×400 m   | 3'35"39 | [ 39 ] |

### Campeonatos Iberoamericanos
| Año  | Lugar          | Resultado | Distancia | Marca   | Ref.   |
| ---- | -------------- | --------- | --------- | ------- | ------ |
| 2018 | Trujillo, Perú | 5.º       | 200 m     | 24"81   | [ 11 ] |
| 2018 | Trujillo, Perú | 5º        | 4×400 m   | 3'43"56 |        |

### Campeonatos Panamericanos (Sub-23)
| Año  | Lugar          | Resultado | Distancia | Marca   | Ref.   |
| ---- | -------------- | --------- | --------- | ------- | ------ |
| 2021 | Cali, Colombia | 2.º       | 400 m     | 52"35   | [ 16 ] |
| 2021 | Cali, Colombia | 2.º       | 4×400 m   | 3'48"24 | [ 17 ] |

### Campeonatos Sudamericanos (Sub-23)
| Año  | Lugar              | Resultado | Distancia | Marca   | Ref.   |
| ---- | ------------------ | --------- | --------- | ------- | ------ |
| 2018 | Cuenca, Ecuador    | 4.º       | 200 m     | 23"78   | [ 26 ] |
| 2018 | Cuenca, Ecuador    | 1.º       | 400 m     | 52"60   | [ 12 ] |
| 2018 | Cuenca, Ecuador    | 2.º       | 4×100 m   | 45"55   | [ 13 ] |
| 2018 | Cuenca, Ecuador    | 4.º       | 4×400 m   | 3'44"82 | [ 13 ] |
| 2021 | Guayaquil, Ecuador | 2.º       | 4×400 m   |         | [ 33 ] |
| 2021 | Guayaquil, Ecuador | 3.º       | 400 m     |         | [ 33 ] |
| 2021 | Guayaquil, Ecuador | 3.º       | 4×100 m   | 46"06   | [ 33 ] |